# Li Zheng
Li Zheng (chiń. 李争; ur. 18 stycznia 1986) – chiński sztangista.
Dwukrotny medalista mistrzostw świata (2006–2007) oraz złoty medalista igrzysk azjatyckich (2006) w podnoszeniu ciężarów. Startował w wadze koguciej.

## Osiągnięcia

### Mistrzostwa świata
- Santo Domingo 2006 –  złoty medal (waga kogucia)
- Chiang Mai 2007 –  srebrny medal (waga kogucia)

### Igrzyska azjatyckie
- Doha 2006 –  złoty medal (waga kogucia)